# 元妙观 (广州)
元妙觀是廣州市一個已消失的道觀，在光孝路井邊巷附近。建於唐朝，其後歷朝共改4次名，直到1922年被拆除。羊城八景说的「琪林」和「蘇井」，典故都與曾名為「元妙觀」的古建築有關。其中「琪林」即妙觀里的琪林門；「蘇井」為蘇軾在此举行慶典所挖之井。

## 歷史
唐朝唐玄宗在開元廿六年（727年）命令每州府各建立一座道觀，当时唐玄宗要求寺廟以「開元」年號命名。
宋朝时改名「天慶觀」，宋仁宗皇佑四年（1052年），儂智高攻打廣州，天慶觀倒塌。在宋英宗治平年間（1063——1067年）地華迦羅出錢重新建立。工程在宋神宗元豐二年（1079年）完成。同年，住持何德重建石碑。在宋朝时候，廣州市區多次尝试扩大城市用地，西邊城區建立南濠给商船避難。当时水運很方便，也有很多店铺和畫舫在此。蘇軾在眾妙堂旁边所挖井的水質，和光孝寺的達摩泉水一样清，所以非常有名。因为他同时挖到一颗龜石，遂名「龜泉」；而井就以蘇为名。
元朝和明朝名「玄妙觀」。元朝由於觀聖祖拜祭宋朝皇帝，而元成宗把其改名为「玄妙觀」以繼承这个地名。在明朝，因为玄妙觀環境優美，吸引许多文人參觀。孫賁曾在这此创作了《琪林夜宿聯句一百韻並序》，結果这里被称为「琪林」。而玄妙觀山門（琪林門，已拆除）就是现在中六電腦城对面的人行道位置。而玄妙觀裡，還有一座紀念方大琮的方公祠。而蘇井就在此巷入面。
清代時避康熙皇讳，把玄妙觀之名改回「元妙觀」，当时道觀的東西兩邊建立金剛庵和忠靖王廟。而文人经常在此讀詩。在元宵時節，经常有女性来元妙觀門口拜右邊的石獅子，以求子嗣，此風俗一直到民國初年才結束。

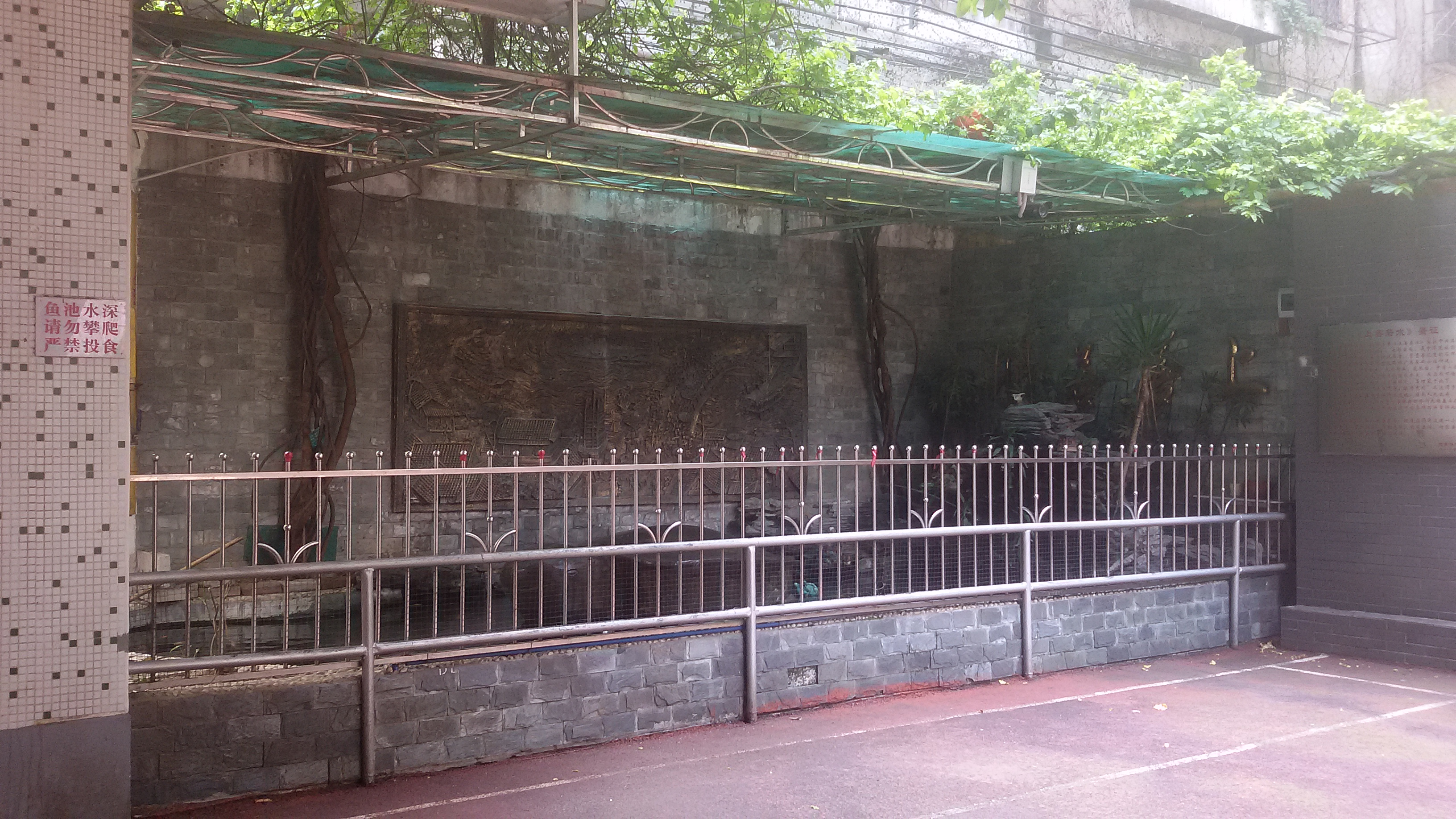
在越秀凈慧體校内，可以看到玄妙觀未被拆除的石頭龜像。

民國時期，民國政府不再支持道教，廣州的河道未再整治。而元妙觀的政治地位和周邊環境很快衰落。陳炯明任廣東省政司之时（1920年——1922年），把廣州劃成多區，计划于每區建立一个兒童遊樂園。其中市立第一兒童遊樂園(已取消)就在此建立，結果在民國十一年（1922年），政府趨走道士及拆除元妙觀，後来因財政緊張而取消兴建。这里也曾是市立第三中學、市立實驗中學、市立第十三小學，于民國25年（1936年）改为市立美術學校。
1949年中華人民共和國成立後，蘇井被填平、石龜被拆除。石碑其中一部分移入廣州博物館，其余不知所处。